# Университет Суррея
Университет Суррея — государственный исследовательский университет в Гилфорде, графство Суррей, Англия. Основан 9 сентября 1966 года. Университет добился высочайшего международного признания за научные исследования как в фундаментальных, так и в прикладных науках, что подтверждается его прочными деловыми связями более чем с 500 производственными и научными компаниями. Он стал пионером во внедрении в академическое образование смежных интегрированных профессий. По трудоустройству своих выпускников университет зачастую возглавляет рейтинговые списки. Входит в Группу 1994.
Главный кампус университета находится на холме Стэг, недалеко от центра Гилфорда и рядом с Кафедральным собором Гилфорда. Второй кампус, в парке Мэнор, находится недалеко и был создан для расширения существующих помещений, учебных корпусов и спортивных сооружений. Годовой доход учреждения за 2016-17 года составил £267.3 миллионов фунтов стерлингов, из которых £40.3 миллионов было от исследовательских грантов и контрактов, с расходами в £260,9 миллионов.
Университет является крупным центром исследований в области спутниковой и мобильной связи. В марте 2014 года премьер-министр Великобритании Дэвид Кэмерон объявил о партнёрстве между Университетом Суррея, Королевским колледжем Лондона и Дрезденским университетом по развитию технологии 5G.
Университет является членом Ассоциации МВА, Ассоциации университетов Европы и Ассоциации Университетов Содружества.
В университете работают 10 членов Королевского общества, 21 член Королевской инженерной академии, один член Британской академии и 6 членов Академии Общественных Наук.

## История
Университет Суррея, известный также под именем Унис (от сокращения слов в названии), находится в городе Гилфорд, в 35 минутах езды от центра Лондона. Он получил статус университета в 1966 году, хотя его история восходит к основанному в 1891 году Политехническому институту Батерси. В 1956 году институт был переименован в Технологический колледж Батерси, а в 1970 году перенесён из Лондона в Гилфорд. Теперь весь университетский городок компактно разместился в пяти минутах ходьбы от городского центра.

### Политехнический Институт Баттерси
Университету Суррея предшествовал Политехнический институт Баттерси, который был основан в 1891 году и принял своих первых студентов в 1894 году. Его цель заключалась в обеспечении большей доступности к дальнейшему и высшему образованию для некоторых «бедных жителей» Лондона.
В 1901 году вечерние занятия состояли из следующих предметов: машиностроение и строительство, электротехника, химическая и другие отрасли, физика и естествознание, математика, языки, коммерческие предметы и музыка. Специальные занятия для женщин по предметам домашнего хозяйства. Дневные занятия были по искусству, науке, женским предметам и гимнастике. Занятия по подготовке к университетским и профессиональным экзаменам. Также: дневная школа науки для мальчиков и девочек, коммерческая школа для девочек, школа подготовки кадров для отечественной экономики и подготовка учителей.
Институт сосредоточился на научно-технических дисциплинах, и, примерно, с 1920 года преподавал некоторые классы для студентов Лондонского университета.

### Технологический колледж Баттерси
В 1956 году Институт одним из первых получил обозначение "Колледж передовых технологий" и был переименован в Технологический колледж Баттерси. К началу шестидесятых колледж практически перерос своё здание в Баттерси и решил переехать в Милфорд. В дополнение к этому в докладе Роббинса 1963 года предлагалось, чтобы колледжи передовых технологий, включая Баттерси, расширились и стали университетами, присуждающими учёные степени.

### Университет
9 сентября 1966 года королевской хартией был учреждён Суррейский университет, а к 1970 году переезд из Баттерси в Гилфорд был завершён. За день до церемонии назначения первого ректора Университета Суррея произошла катастрофа - обвал угольной шахты Аберфана. Альфред Робенс, Барон Робенс из Уолдингема, назначенный первым ректором, был также председателем Национального совета по углю и должен был посетить место катастрофы. Вместо этого Робенс решил продолжить церемонию в Гилфорде и стать ректором.
Первыми посетителями нового кампуса были Led Zeppelin, которые впервые выступили в университете 25 октября 1968 года.
В период с 1982 по 2008 год университет стал попечителем здания Гилдфордского Института, используя части здания для своей программы обучения взрослых и обеспечивая присутствие университета в центре Гилдфорда. В 1985 году Альянс по оценке и квалификации (ранее ассоциированный экзаменационный Совет) переехал из Олдершота в своё собственное здание штаб-квартиры в кампусе Стэг-Хилл.
Университет отметил свой 25-летний серебряный юбилей в 1991 году, событие, отмеченное изданием Суррея — подъём современного университета Роем Дугласом и Службой Благодарения в Гилдфордском соборе, в которой приняла участие королева в марте 1992 года.

## Рейтинги
Университет Суррея занял 4-е место среди вузов Соединённого Королевства по данным рейтинга «Guardian University Guide 2017», а также вошёл в список лучших университетов мира в 17 предметных областях, по данным рейтинга вузов мира «QS World University Rankings 2016/17».
Университет удерживает 5-е место в стране по уровню проводимых научных исследований. В числе специальностей, которые здесь можно получить, особенно выделяются экономика, бизнес, физика, инженерное дело и астрономия, а также электроника.
По данным экспертов, туризм лучше всего изучать именно в университете Суррея, который считается в Великобритании номером один по этой специальности. Согласно данным «Guardian League Table of UK universities», University of Surrey занимает 12 место по качеству программ на степень бакалавра среди 122 университетов Великобритании. Газета «Sunday Times» назвала University of Surrey — «Университетом для будущей работы». Факультет инженерных специальностей университета — один из лучших в Великобритании — курс Civil Engineering — лучший в Британии, Mechanical Engineering — занимает третье место в стране, Chemical Engineering — шестое. Лидирующее положение в рейтингах страны занимает Школа туризма и Гостиничного бизнеса университета.

## СМИ
Радиостанция BBC Southern Counties Radio, вещающая на графства Суррей и Сассекс, находится в студии университетского городка. Кроме того, Университет имеет студенческую радиостанцию на средних волнах — Радио GU2 (GU2 — местная приставка почтового индекса). Союз Студентов Университета также издаёт газету Barefacts.

## Университетский городок

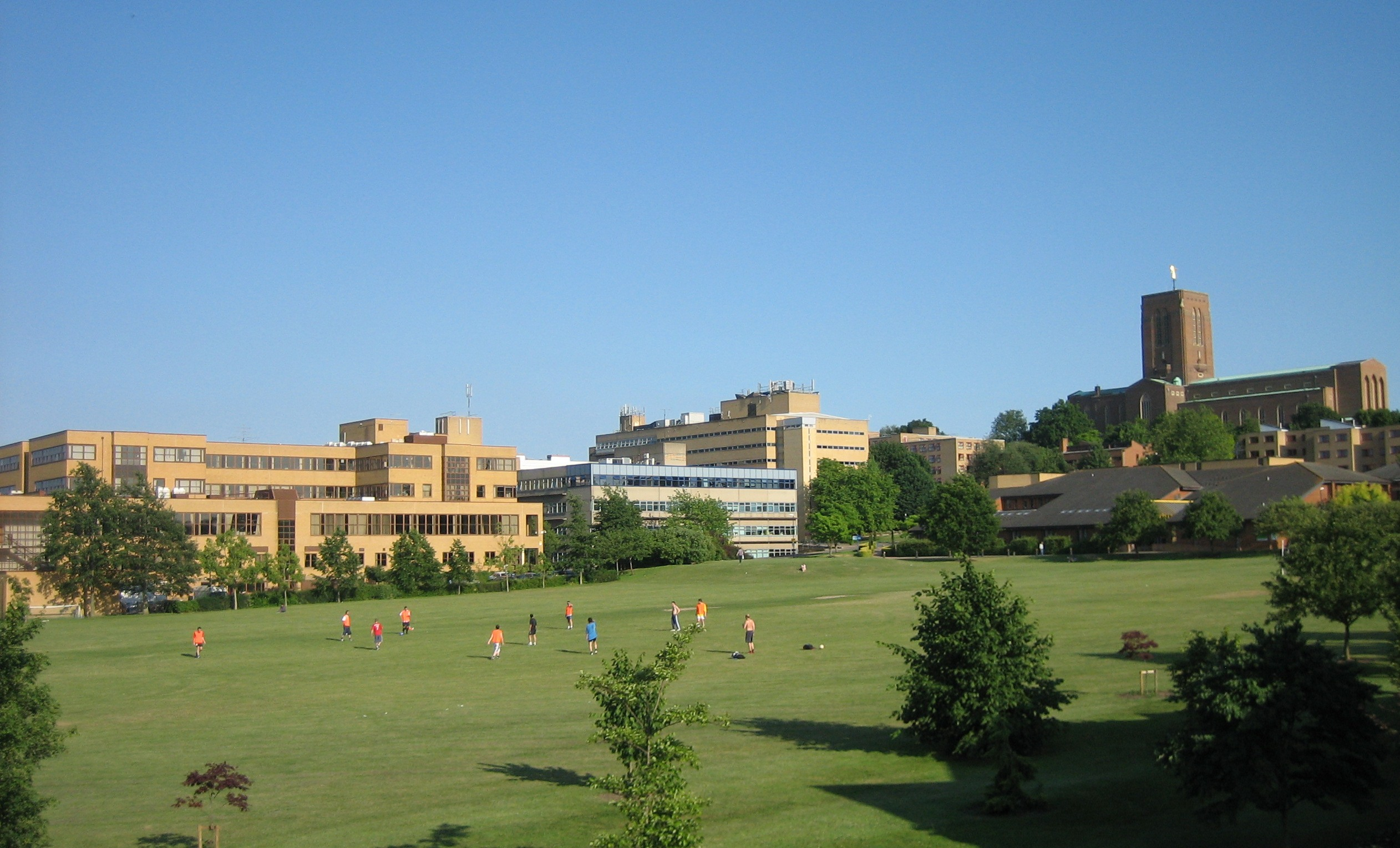
Университет Суррея

Университет переместился в 1968 году на новые 30 га (74 акра) в Стэг Хилле в Гилфорде, Суррее, вблизи Гилфордского собора. Следующие 90 га (222 акра), ассигнованные Университету, оставались неразработанными до 2005 года. В новом университетский городок Мэнор-парка, находящийся в 1.6 километре от Стэг-хилла, и с другой стороны магистральной дороги A3, около Исследовательского центра, запрещён автомобильный проезд.
Кампус Университета предлагает множество возможностей для студентов, в том числе спортивный клуб «Surrey Sports Park», центр искусств «Ivy Arts Centre», а также круглосуточную библиотеку и центр обучения.

## Награды
В 1991 году университет был награждён Королевской премией развития, а в 1997 году предоставлен Ежегодный Приз Королевы за Высшее и Дальнейшее Образование с учётом выдающегося достижения Университета в спутниковой разработке и коммуникациях, преподавании и исследовании Центра, Проектируя Исследование и его дочерние общества. В 1998 году Surrey Satellite Technology Ltd (SSTL) получила Вознаграждение Королевы за Технологическое Достижение, которое было представлено лично Королевой на её втором посещении Университета, сопровождаемого Его Королевским Высочеством Герцогом Эдинбургским и Его Королевским Высочеством Герцогом Кентским, Канцлером Университета.
Совсем недавно Университету предоставили Ежегодный Приз 2002 Королевы за Выше и Дальнейшее Образование, на сей раз за его интернационально известные научные исследования на оптикоэлектронных устройствах и заявлениях луча иона. Для университета такого размера и возраста, Суррей имеет одно из самого высоких число штата, который является академиками учёных обществ: 10 Члены Королевского Общества, 21 Член Королевской Академии Исследований, один член британской Академии и 6 членов Академии Общественных наук.

## Космический центр
В университете работает уникальный Surrey Space Center, где разрабатываются и внедряются передовые космические технологии. Центр сотрудничает со многими странами мира, делает под заказ искусственные космические спутники и электронное оборудование для космических кораблей. С 1981 года были успешно запущены 21 спутник, в том числе на космодроме в Плесецке.

## Трудоустройство
После окончания университета перед студентами открываются превосходные возможности трудоустройства, так как они постоянно находятся на вершине рейтинга наиболее востребованных выпускников среди других университетов Великобритании. Университет предлагает уникальную возможность стажировок в процессе обучения и профессиональные тренинги для будущих специалистов, таким образом студенты получают не только качественное академическое образование, но и много практических знаний. Здесь можно выбрать 4-х годичную sandwich программу обучения, где весь 3-й год студенты будут работать на полную ставку по специальности, а в течение 4-го года сделать проектную работу и после защиты получить степень Бакалавра. Университет поддерживает связь с более чем 2500 крупными компаниями и корпорациями в мире по трудоустройству выпускников. Выпускники University of Surrey устраиваются на работу в течение первых 2-х месяцев.